# Owatonna (Minnesota)
Owatonna település az Amerikai Egyesült Államok Minnesota államában, Steele megyében, melynek megyeszékhelye is. Lakosainak száma 26 420 fő (2020. április 1.).

## Népesség
A település népességének változása:

| 2010 | 25 599 |
| 2020 | 26 420 |